# Bombardement von Shimonoseki

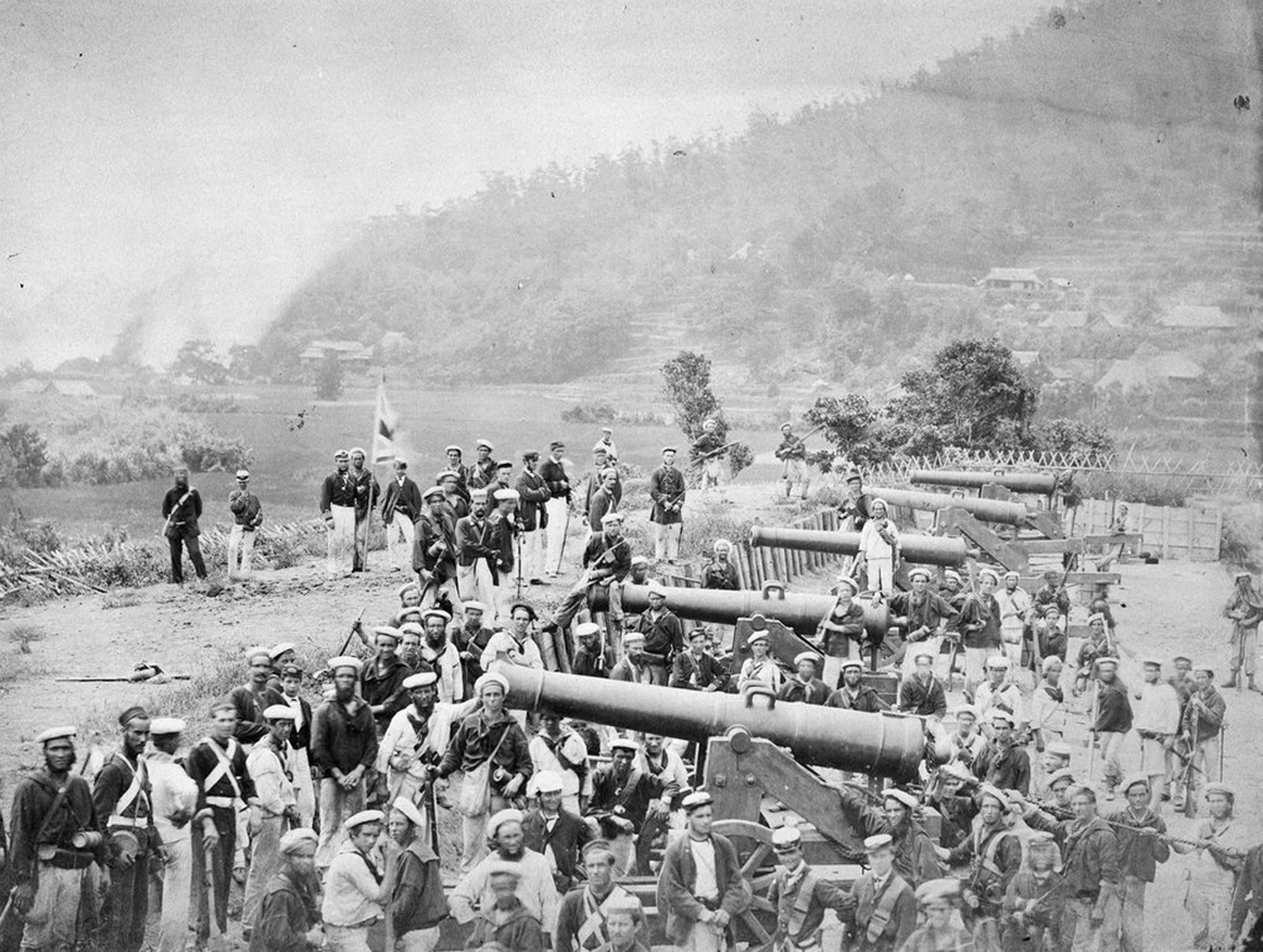
Eingenommene Batterie bei Shimonoseki, 1864

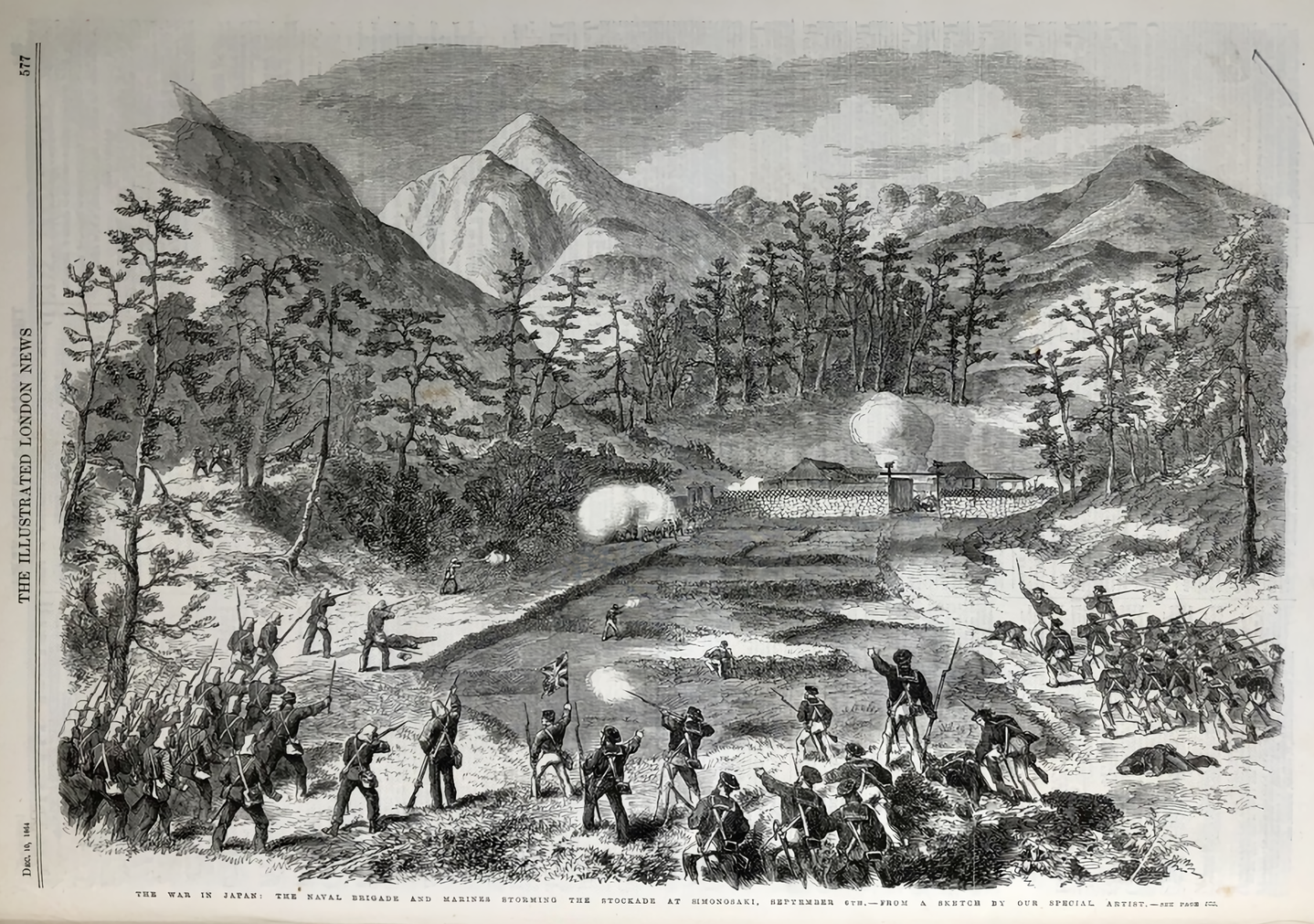
Die britische Marinebrigade und Marines stürmen die Palisade bei Shimonoseki (Illustrated London News, Dezember 1864)

Das Bombardement von Shimonoseki (jap. 下関戦争, Shimonoseki sensō, dt. „Shimonoseki-Krieg“) ereignete sich 1864 bei Shimonoseki während der späten Edo-Zeit (Bakumatsu).

## Ereignisse
Der Mōri-Klan folgte bei seinen Angriffen auf ausländische Schiffe, die die Kammon-Straße zwischen Honshū und Kyūshū passierten, einem Edikt von Kaiser Kōmei aus 1863, die ausländischen „Barbaren“ aus dem Land zu vertreiben, aus dem die Bewegung Sonnō jōi (Respektiere den Kaiser, vertreibe die Barbaren) resultierte. Als Vergeltung für Angriffe des Mōri-Klans und irregulärer Truppen (Kiheitai), griffen auf Initiative der westlichen diplomatischen Vertreter in Japan, Rutherford Alcock (Großbritannien), Dirk de Graeff van Polsbroek (Niederlande), Léon Roches (Frankreich) und Robert Hewson Pruyn (USA) im Juli und August 1864 Marinekräfte aus vier Ländern im Rahmen einer Strafexpedition Befestigungen des Lehens Chōshū in der Provinz Nagato an. Großbritannien stellte dafür acht Schiffe, die Niederlande vier Schiffe, Frankreich drei Schiffe und die USA ein Schiff zur Verfügung.
Das Ziel des Angriffes der Alliierten war die Gewährleistung der freien Durchfahrt für ausländische Schiffe durch die Straße, da sie der schnellste Seeweg von Nagasaki nach Osaka und Edo war. Die Alliierten landeten auch Marinesoldaten an, um die Zerstörung der Befestigungen zu vollenden. Chōshū suchte rasch Frieden.
Eine vollständige Darstellung dieses Ereignisses ist in Sir Ernest Satows A Diplomat in Japan enthalten. Satow war als junger Übersetzer für den britischen Admiral Sir Augustus Kuper auf dem britischen Flaggschiff HMS Euryalus anwesend. Dies war auch die Gelegenheit, für die Duncan Gordon Boyes mit 17 Jahren sein Viktoriakreuz erhielt. Auch Thomas Pride und William Henry Harrison Seeley erhielten nach der Aktion als erste Amerikaner das Viktoriakreuz.
Nach dem Ende der Feindseligkeiten verlangten die ausländischen Mächte eine Entschädigung für ihre Ausgaben.
Mehrere Repliken der von Chōshū verwendeten Kanonen sind heute an dem Ort der Küstenbatterie aufgestellt. Sie wurden hier 2004 von der Stadt Shimonoseki zum Gedenken an die Bedeutung des Ereignisses für die japanische Geschichte aufgestellt. Sie bestehen aus Stahlblech und geben nach Münzeinwurf Soundeffekte und Rauch aus dem Lauf ab.